# L.O. Smith & Co.

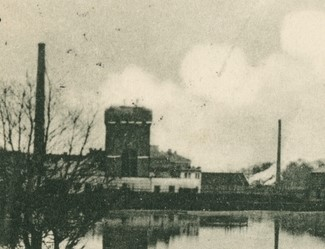
Lars Olsson Smiths spritfabrik i Kristianstad

L.O. Smith & Co. också känt som L.O. Smiths Skånska Spritförädlings AB i Kristianstad var en brännvinsfabrik som var verksam från 1878 till 1910. Fabriken startade 1878 med Espersson som disponent. År 1904 låg huvudanläggningen i Karlshamn och då var Edvard Sandström filialföreståndare  i Kristianstad.
Lars Olsson Smith förknippas i svensk historia med brännvinsfabriken på Reimersholme i Stockholm, och brännvinsfabriken i Karlshamn senare känd för Karlshamns flaggpunsch. Under Smiths storhetstid byggde han dock  ett stort antal fabriker. De flesta av Smiths industrier låg i Sydsverige. Brännvinsproduktionen var koncentrerad till Skåne på 1800-talet. Potatis var  främsta råvaran och brännerierna låg vid de sandiga markerna runt Kristianstad och Listerlandet i Blekinge. 

## Ny spritfabrik i Kristianstad
Det var i Kristianstad Smith utvidgade sina intressen på 1860-talet. 1865 etablerade L.O. Smith & Co. en filial vid lastageplatsen vid Helge å. 1866 byggdes en magasinsbyggnad vid södra kanalen i kvarteret Vapenbrodern. Samma år köpte L.O. Smith en angränsande fastighet till magasinsbyggnaden i Kristianstad. Han skulle bygga ett brännvinsdestilleri på platsen. 1877 var arkitekten Magnus Isæus klar med ritningarna till bygget. Destillationstornet blev 9 meter brett och 20 meter högt, med envåningsbyggnader på sina båda sidor. L.O. Smith tyckte om Isæus byggnadsstil som var  historiserande tegelarkitektur. Isæus fick senare rita den nya jättefabriken i Karlshamn. Varmreningstekniken från Hellerströms fabrik installerades i fabriken i Kristianstad de och  nya kolonnerna hade en kapacitet att tillverka en miljon liter finsprit i månaden. Fabriken var helt färdigbyggd våren 1882.

### Nya bolag och fusion
Fabriken på Norra Vallgatan i Malmö  och fabriken i Kristianstad blev grunden i ett nytt företag 1878, Skånska Spritfabriksaktiebolaget. Det blev 1886 dotterbolag till verksamheten i Karlshamn med namnet Svenska Spritförädlings Aktiebolaget, som leddes av L.O. Smiths son, Otto Smith.
I Kristianstad byggdes verksamheten ut och ett komplex av flera små och större byggnader tillkom på 1890-talet till sekelskiftet 1900. Konkurrensen blev hårdare och nykterhetsrörelsen växte i styrka och verkade för totalt spritförbud. Spritföretagen samarbetade och skapade en kartell mellan bolagen. Nils Peter Mathiasson, vd för Helsingborgs Spritförädlings Aktiebolag i Ödåkra var en ledande figur i utvecklingen mot en kartell. 1910 fusionerade de kvarvarande spritförädlingsverken och gick upp i Reymersholms Gamla Spritförädlings Aktiebolag. En kort efteråt lades verksamheten vid fabrikerna i Malmö och Kristianstad ner.
I Kristianstad finns mindre delar  av spritfabrikens byggnader bevarade, främst magasinet från 1866 som räknas som industriminne. I det gamla tegelmagasinet blev det 1917 en silversmedja, Grönros silversmedja, med anor från 1600-talet. Huvudbyggnaden vid Lastageplatsen har därefter inrymt Skånska Spisbrödsfabriken och Kristianstad Boktryckeri. Spisbrödsfabriken brann 1929 och då raserades destillationstornet och bara bottenvåningen återstår.